# Convenção Evangélica Batista Libanesa
A Convenção Evangélica Batista Libanesa (em inglês:   Lebanese Baptist Evangelical Convention) é uma associação cristã evangélica de Igrejas batistas em Líbano. Ela é afiliada à Aliança Batista Mundial. A sede está localizada em Beirute.

## História
A Convenção tem suas origens na fundação da primeira igreja batista em Beirute em 1895 pelo pastor americano Said Jureidini.  Foi oficialmente fundada em 1955 por várias igrejas.  De acordo com um censo da associação, em 2023 ela disse que tinha 32 igrejas e 1,600 membros.

## Escolas
Em 1960, fundou o Seminário Teológico Batista Árabe em Mansourieh. 